# Mite Cikarski
Mite Cikarski (Strumica, Macedonia del Norte, 1 de enero de 1993) es un futbolista macedonio. Juega de defensor y su equipo actual es el Gaz Metan Mediaș de la Liga I.

## Selección
| Selección                        | Año         | PJ | Goles |
| -------------------------------- | ----------- | -- | ----- |
| Selección de Macedonia del Norte | 2012 - 2016 | 3  | 0     |
| Selección Sub-19                 | 2012        | 2  | 0     |
| Selección Sub-21                 | 2013 - 2015 | 2  | 0     |

## Clubes
| Club              | País                | Año         | PJ | Goles |
| ----------------- | ------------------- | ----------- | -- | ----- |
| Vardar Skopje     | Macedonia del Norte | 2011 - 2014 | 69 | 2     |
| Rabotnički Skopje | Macedonia del Norte | 2014 - 2016 | 52 | 4     |
| Ethnikos Achnas   | Chipre              | 2016 - 2018 | 42 | 0     |
| PAS Giannina      | Grecia              | 2018 - 2019 | 12 | 0     |
| Gaz Metan Mediaș  | Rumania             | 2019 -      |    |       |